# Isah Salihu
Isah Salihu (* 2. November 1991) ist ein nigerianischer Sprinter, der sich auf den 400-Meter-Lauf spezialisiert hat.
Bei den Leichtathletik-Afrikameisterschaften 2010 in Nairobi gewann er Bronze in der 4-mal-400-Meter-Staffel.
2012 wurde er bei den Afrikameisterschaften in Porto-Novo Achter über 400 m und siegte mit der nigerianischen 400-Meter-Stafette. Bei den Leichtathletik-Weltmeisterschaften 2013 in Daegu kam er mit der nigerianischen Stafette nicht über die erste Runde hinaus.
2014 schied bei den Leichtathletik-Hallenweltmeisterschaften in Sopot die nigerianische Stafette in der Besetzung Tobi Ogunmola, Noah Akwu, Salihu und Cristian Morton trotz eines Afrikarekords von 3:07,95 min im Vorlauf aus. Im Sommer scheiterte er bei den Commonwealth Games in Glasgow über 400 m im Vorlauf und kam mit der Stafette über den siebten Platz.
Seine persönliche Bestzeit von 46,15 s stellte er am 20. Juni 2014 in Calabar auf.